# Lieke Martens
Lieke Elisabeth Petronella Martens (Nieuw-Bergen, 16 dicembre 1992) è una calciatrice olandese, attaccante del Paris Saint-Germain e della nazionale olandese.
Nel 2017 si è aggiudicata il Best FIFA Women's Player come miglior giocatrice dell'anno.

## Carriera

### Club
Lieke Martens si appassiona al calcio fin dalla tenera età, iniziando a giocare nel RKVV Montagnard dall'età di cinque anni. Su consiglio dell'allenatrice Vera Pauw, a 13 anni si trasferisce all'Olympia '18, società con sede a Boxmeer, e poi - un anno prima di lasciare il club - nella squadra della Hogeschool van Amsterdam.
Nell'estate del 2009, all'età di 16 anni, decide di accordarsi con l'Heerenveen per giocare con la loro sezione femminile in Eredivisie, il massimo livello del campionato olandese femminile di calcio, dove con due reti segnate su 18 partite, non è riuscita a far evitare alla squadra l'ultimo posto in classifica.
Nell'estate del 2010 decide di accettare l'offerta del VVV-Venlo, rimanendo una sola stagione e congedandosi con un tabellino personale di nove gol in 20 partite.
Decide quindi nel 2011 di intraprendere l'avventura estera, trasferendosi in Belgio per siglare un contratto con lo Standard Liegi. Al termine della sua prima stagione riesce ad ottenere la vittoria del campionato belga.
Nel gennaio 2012 sottoscrive il suo primo contratto professionistico con il 2001 Duisburg per giocare in Frauen-Bundesliga nel campionato tedesco femminile di calcio, facendo il suo debutto il 23 settembre 2012, alla terza giornata di andata, nella partita persa per 0-4 con il Turbine Potsdam. La sua prima rete in campionato la sigla due giornate più tardi, il 3 ottobre, nell'incontro vinto per 4-0 sul VfL Sindelfingen; sua la rete del parziale 3-0.
Quando la società si fonde con l'MSV Duisburg per dare origine a una nuova squadra come loro sezione femminile, Martens decide di lasciare il campionato tedesco per accordarsi con il Kopparbergs/Göteborg e trasferirsi in Svezia per giocare in Damallsvenskan.
Con la squadra di Göteborg rimane per due stagioni contribuendo al raggiungimento del terzo posto nella prima e il sesto nella seconda, congedandosi dal club al termine della stagione 2015 con un tabellino personale di 12 reti siglate in 36 partite di campionato.
Prima dell'inizio della stagione 2016 trova un accordo con l'FC Rosengård.
Il 12 luglio del 2017 il Barcellona annuncia ufficialmente l'ingaggio della Martens che neanche un mese dopo diventerà campionessa d'Europa con la Nazionale olandese.

### Nazionale

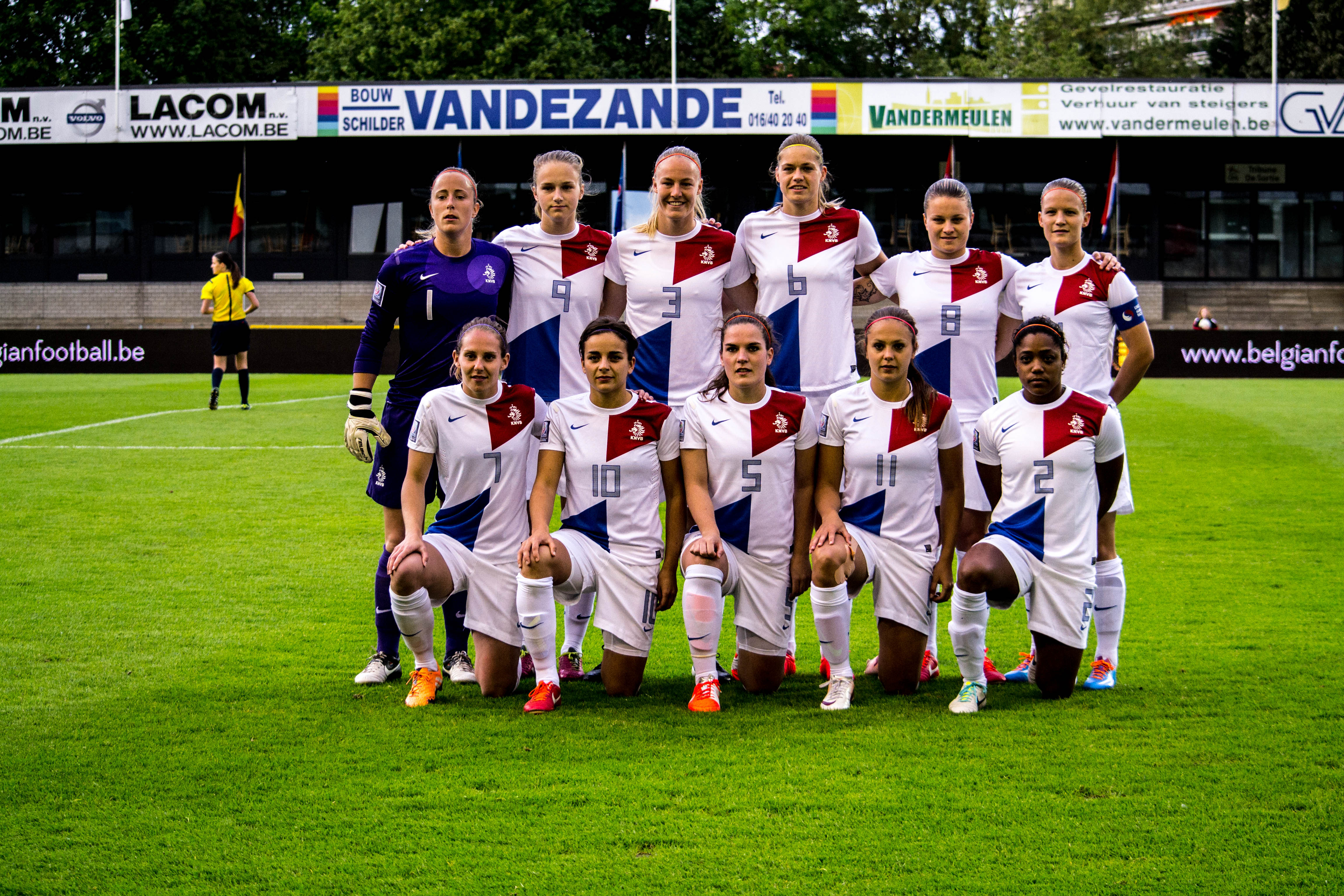
Lieke Martens (seconda accosciata a partire da destra) il 7 maggio 2014 nella partita giocata contro il Belgio.

Selezionata per le giovanili della nazionale olandese, con la maglia delle Orange Under-17 fa il suo debutto internazionale in una competizione UEFA l'8 ottobre 2007, in occasione della partita vinta per 2-0 sulle pari età dell'Azerbaijan valida per il primo turno alle qualificazioni dell'edizione 2008 del campionato europeo di categoria. Nelle sole competizioni ufficiali UEFA, con la maglia della U-17 totalizza 12 presenze andando a segno in 5 occasioni.
Grazie alle prestazioni fornite dal 2009, raggiunti i limiti d'età, viene selezionata per rappresentare i Paesi Bassi con la formazione Under-19. Viene inserita in rosa nella formazione che partecipa alle qualificazioni all'edizione 2010 del campionato europeo di categoria, contribuendo alla qualificazione delle Orange alla fase a gironi e raggiungendo le semifinali del torneo, battute ai calci di rigore dall'Inghilterra. Durante la competizione Martens si mette in luce conquistando il titolo di capocannoniere, ex aequo con la tedesca Turid Knaak, siglando quattro reti.
Chiamata nella nazionale maggiore, il 22 agosto 2011 fa il suo debutto a Hohhot, nella partita pareggiata per 1-1 con la Nazionale cinese. Per la sua prima rete deve attendere l'edizione 2012 della Cyprus Cup quando il 28 febbraio 2012, nella prima partita del Gruppo B, al 73' segna il gol del definitivo 2-1 sull'Italia.
Ottenuta la qualificazione alla fase finale del Campionato europeo femminile di calcio 2013, inserita nel Gruppo B con Germania, Islanda e Norvegia, le Orange non riescono a superare la fase a gironi classificandosi ultime con un pareggio, due sconfitte e nessuna rete all'attivo.
Un anno più tardi contribuisce a ottenere la storica qualificazione ad un mondiale al termine della lunga fase di qualificazione della zona UEFA eliminando l'Italia nella doppia finale per l'ultimo posto disponibile tra le migliori seconde classificate del torneo.
Alla prima partita della Nazionale olandese al Mondiale di Canada 2015, Martens sigla al 33' la rete che supera per 1-0 la Nuova Zelanda
Durante la prima storica vittoria nel Campionato europeo femminile di calcio 2017 con la Nazionale olandese svoltosi proprio nei Paesi Bassi, la Martens è protagonista di numerosi assist e gol decisivi tra cui uno in finale contro la Danimarca che le garantiscono la nomina di The Best FIFA Women's Player come migliore giocatrice dell'anno.

## Palmarès

### Club

#### Competizioni nazionali
- Campionato spagnolo: 2

Barcellona: 2019-2020, 2020-2021
- Campionato belga: 1

Standard Liegi: 2012
- Coppa della Regina: 3

Barcellona: 2018, 2019-2020, 2020-2021
- Coppa di Svezia: 1

Rosengård: 2016
- Supercoppa spagnola: 1

Barcellona: 2020
- Supercoppa svedese: 1

Rosengård: 2016
- Supercoppa belga femminile: 1

Standard Liegi: 2011
- BeNe SuperCup: 1

Standard Liegi: 2011

#### Competizioni internazionali
- UEFA Women's Champions League: 1

Barcellona: 2020-2021

### Nazionale
- Campionato d'Europa: 1

2017
- Algarve Cup: 1

2018 (a pari merito con la Svezia)

### Individuale
- Capocannoniere del campionato europeo under 19

2010 (4 reti, ex aequo con Turid Knaak (Germania))
- Beste Oranje Leeuwin

2013
- Player of the tournament Europeo femminile: 1

Paesi Bassi 2017
- UEFA Best Women's Player in Europe Award: 1

2017
- The Best FIFA Women's Player: 1

2017
- Miglior costruttrice di gioco dell'anno IFFHS: 1

2017